# سانیانو
سانیانو (به ایتالیایی: Sangano) یک کومونه در ایتالیا است که در استان تورین واقع شده‌است.

## خصوصیات
سانیانو ۶٫۷ کیلومترمربع مساحت و ۳٬۷۷۷ نفر جمعیت دارد و ۳۴۰ متر بالاتر از سطح دریا واقع شده‌است.

## خواهرخوانده
شهر دیامانتینا خواهرخواندهٔ سانیانو هست.